# Kings Park Soccer Stadium
O Kings Park Soccer Stadium foi um estádio multiuso localizado em Durban, África do Sul.  Ele era utilizado na maioria das vezes para partidas de futebol pelo Manning Rangers, equipe que disputa o Campeonato Sul-Africano de Futebol. O estádio tinha capacidade para 35.000 pessoas.
O estádio foi demolido em 2006 para ser construído o Estádio Moses Mabhida.